# 丰都车前
丰都车前（学名：Plantago fengdouensis），一种于中国重庆市三峡库区发现的多年生草本植物，隶属于车前科车前属，被列为国家二级重点保护野生植物。丰都车前因在重庆丰都发现而得名。本种的原生产地为长江中的两个江心岛，因三峡工程建设而导致原始生境被淹没。2001年将淹没带中所发现的所有丰都车前植株移至武汉植物园进行迁地保护。2022年4月16日，丰都车前的种子在太空歷經183天后返回地球。2024年3月12日，從太空回到地球的丰都车前首次在野外種植，種植地點位於湖北省秭归县的一处江心岛上。

## 形态特征
丰都车前根数多，呈纤维状。叶基生呈莲座状；叶柄长1.5-10厘米；叶片披针形到线状披针形，4-15×1-4厘米，薄纸质到纸质，无毛或于裂片弯缺附近具白色短柔毛，脉3（或5），基部狭楔形到下延到叶柄，边缘具牙齿到下切，每侧有1-5个三角形到线状裂片或很少重瓣，先端锐尖到渐尖。穗状花序狭圆筒状，2-15厘米，浓密花，基部疏松或间断；花序梗4-15厘米，无毛；苞片卵形三角形，2-3毫米，顶部具缘毛，龙骨状厚并延伸到先端。萼片椭圆形，2.2-2.7毫米，无毛；下部萼片长于上部的，龙骨状延伸到或接近先端，先端亚尖到圆形。花冠淡黄色，无毛；裂片狭三角形，1.4-1.6毫米，对反折的专利，先端渐尖。雄蕊贴生于花冠筒的近基部，外露；花药黄色，椭圆形卵球形，1.8-2.2毫米。盖果呈纺锤形椭圆体，3-4毫米，周裂正好在中部以下，具2或3个种子。种子带黑色棕色，椭圆形到长椭圆形，有时具角，在腹面上具浅槽；子叶平行于腹面。花期4-5月，果期4-5月。